# Голубой мальчик
«Голубой мальчик» или «Мальчик в голубом» (англ. The Blue Boy) — портрет работы английского живописца Томаса Гейнсборо, написан в 1770 году.

## Описание
Для портрета художнику позировал Джонатан Баттел, сын торговца скобяными товарами, которого Гейнсборо намеренно нарядил в голубой атласный костюм аристократа в духе костюмов на полотнах Антониса ван Дейка. Голубой цвет, обогащённый тонкой игрой рефлексов, создаёт красочную симфонию в контрасте с другими цветами палитры. Спокойная и непринуждённая поза лишена аффектации, Гейнсборо придал лицу мальчика живое выражение.
Портрету свойственен главный приём Гейнсборо — растворение одного цвета в другом при помощи отдельных мазков иного тона, вкрапленных в цветовую поверхность предметов.

## Владельцы
В 1796 г. Баттел разорился, и его портрет ушёл с молотка. Сменив нескольких владельцев (среди которых художник Джон Хоппнер), к 1809 году «Мальчик в голубом» стал собственностью семейства Гросвенор, глава которого носит титул герцога Вестминстера.
Во время «распродажи Европы», последовавшей за окончанием Первой мировой войны, портрет у герцога купил (через посредство арт-дилера Дювина) американский «железнодорожный король» Генри Хантингтон. Цена сделки в $728 тыс. на тот момент считалась рекордной. Перед вывозом за океан полотно экспонировалось в Лондонской Национальной галерее; директор музея начертал на обратной стороне холста слова прощания от лица англичан. С 1928 года картина служит «гвоздём» собрания Хантингтонского музея в Калифорнии.

## Подделка
Британский художник, реставратор и фальсификатор картин старых мастеров Эрик Хебборн сделал рисунок под «Голубого мальчика» и показал его сэру Эллису Уотерхаусу — признанному специалисту по Гейнсборо, который счёл, что это этюд к портрету «Голубой мальчик» и дал об этом письменное заключение. Рисунок был продан на аукционе «Сотбис» как подлинник. Позже Хебборн сам признался в подделке.

## В массовой культуре
- В 1923 году Коул Портер написал песню «Блюз мальчика в голубом», посвящённую картине[5].
- В комедийном фильме «Голый пистолет» (1988) антагонист главного героя — наркобарон Людвиг держит в своём кабинете в Лос-Анджелесе оригинал «Голубого мальчика» Т. Гейнсборо. Когда главный герой полицейский Фрэнк Дребин тайно пробирается в кабинет Людвига, он уничтожает картину, сначала случайно устроив пожар в кабинете, а затем разорвав картину о фикус[6].
- В фильме «Бэтмен» (1989) Джокер вместе с подручными проникает в музей, где уродует и уничтожает произведения искусства. Вандализму подвергается и «Голубой мальчик» Гейнсборо — его разрисовывают краской из баллончика[7].
- В фильме «Умри, но не сейчас» (2002) во время схватки на саблях с Бондом антагонист случайно повреждает картину, висящую на стене.